# Sinularia macropodia
Sinularia macropodia är en korallart som först beskrevs av Sydney John Hickson och Hiles 1900.  Sinularia macropodia ingår i släktet Sinularia och familjen läderkoraller. Inga underarter finns listade i Catalogue of Life.